# Wellington Rocha
Wellington Rocha dos Santos (São Paulo 4 oktober 1990) is een Braziliaans-Oost-Timorees voetballer, die als Verdediger speelt.

## Carrière
Rocha begon zijn carrière in 2010 bij Marília AC. Rocha maakte op 5 oktober 2012 zijn debuut in het Oost-Timorees voetbalelftal tijdens een kwalificatiewedstrijd in het Zuidoost-Aziatisch kampioenschap voetbal tegen Cambodja.